# Instituto Politécnico de Beja
O Instituto Politécnico de Beja (IPBeja) é uma instituição de ensino superior pública, constituída por quatro escolas. Está localizado na cidade de Beja, na região do Baixo Alentejo, Portugal. Foi criado em 1979 e tem cerca de 2 000 estudantes.

## Escolas
- ESAB - Escola Superior Agrária de Beja
- ESEB - Escola Superior de Educação de Beja
- ESTIG - Escola Superior de Tecnologia e Gestão de Beja
- ESSB - Escola Superior de Saúde de Beja